# 楡林窟

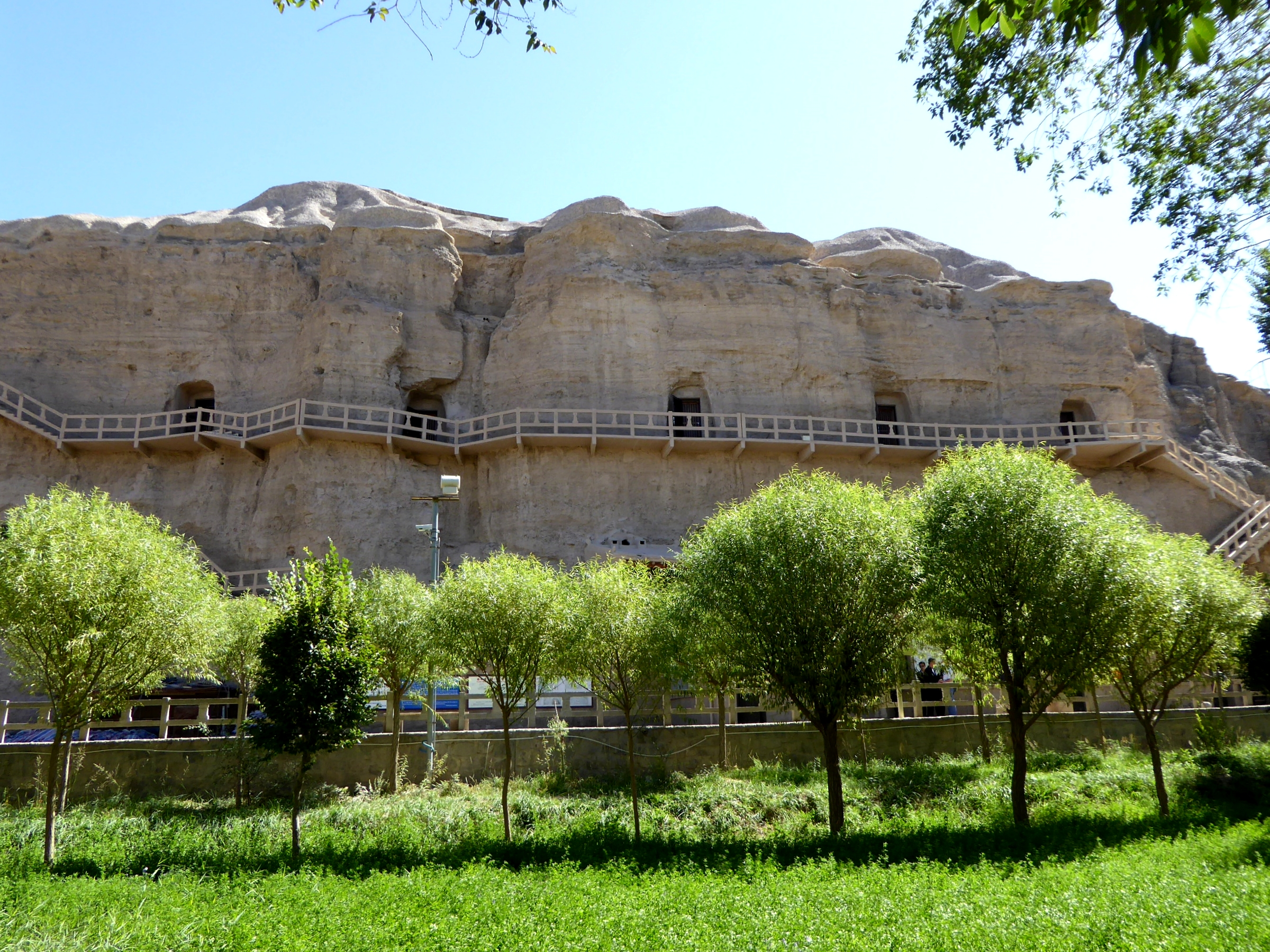
楡林窟の外観

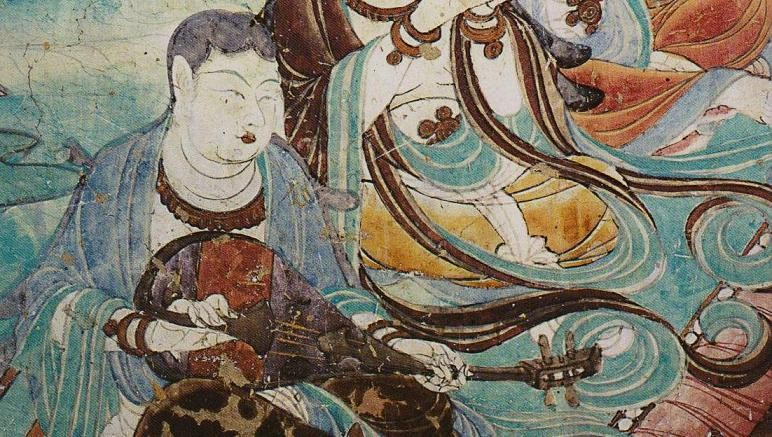
琵琶奏者（第25石窟、唐朝）

楡林窟（ゆりんくつ、中国語: 榆林窟）は、中国甘粛省酒泉市瓜州県にある仏教関係の洞窟寺院遺跡である。オアシスの町、敦煌や莫高窟から東に100キロメートルほど離れた場所にある。楡林窟の名前は、そこを流れる楡林川の畔の楡の並木に由来する。
楡林窟には42の洞窟があり、唐代から元代（7世紀から14世紀）にかけての約250体の多色彫像と4,200平方メートルの壁画がある。1961年、第一回中華人民共和国全国重点文物保護単位として保護指定された遺跡のひとつである。2008年、楡林石窟はユネスコ世界遺産・シルクロードの中国区間の一部として登録申請された。

## 各石窟の紹介
上でクリックできる英語版に、各石窟が壁画などと共に簡単に紹介されている。

## 参照項目
- 莫高窟
- 酒泉市の観光地